# Bentley

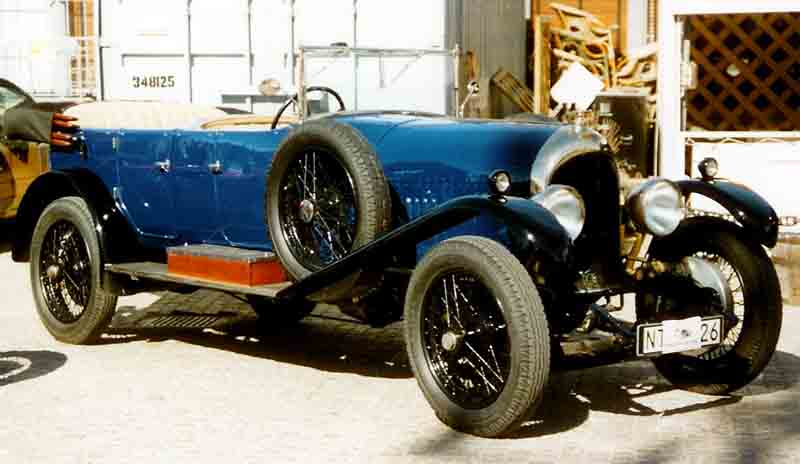
Bentley 3 Litre (1921)

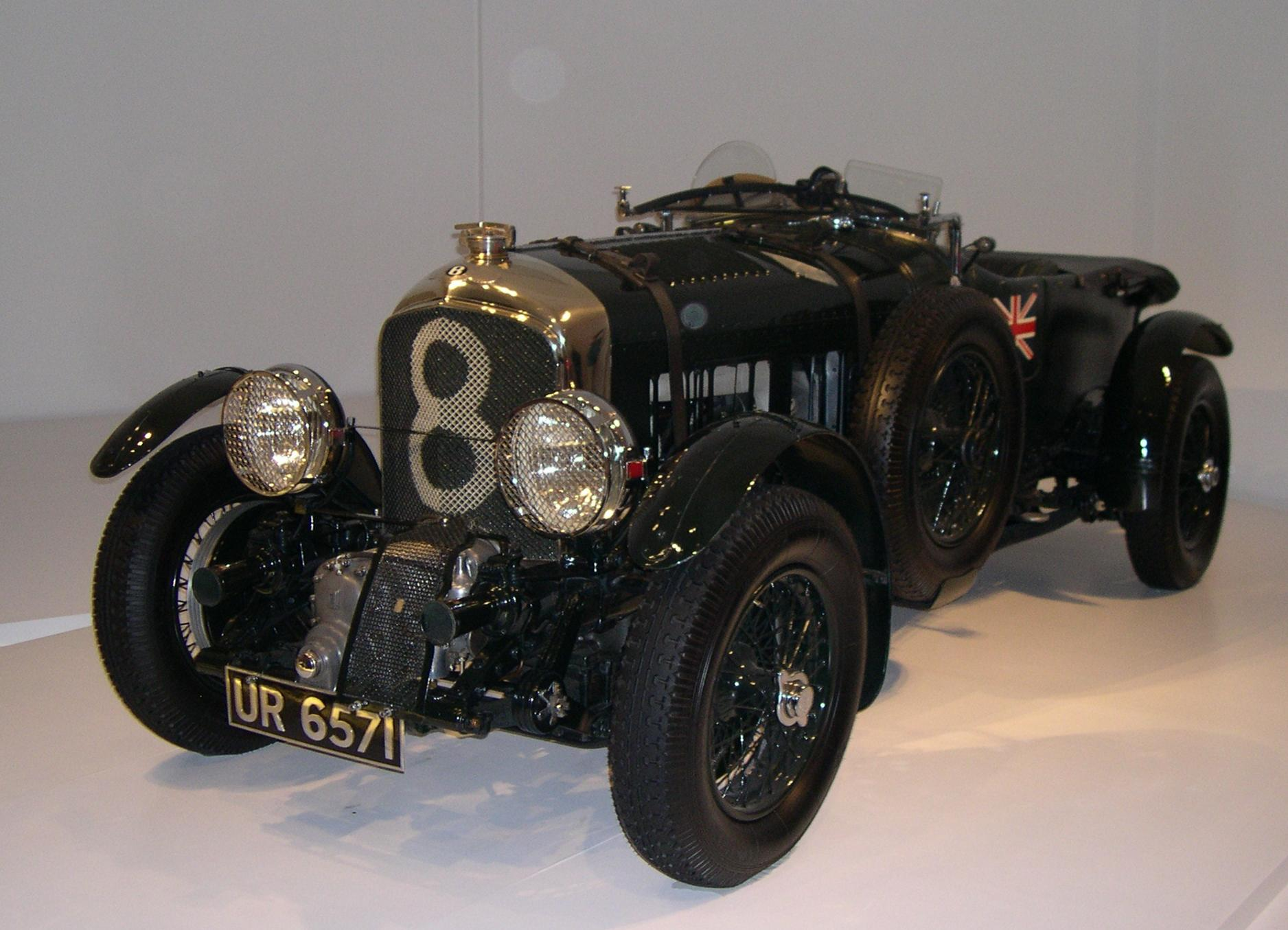
Bentley 4½ Litre (1929)

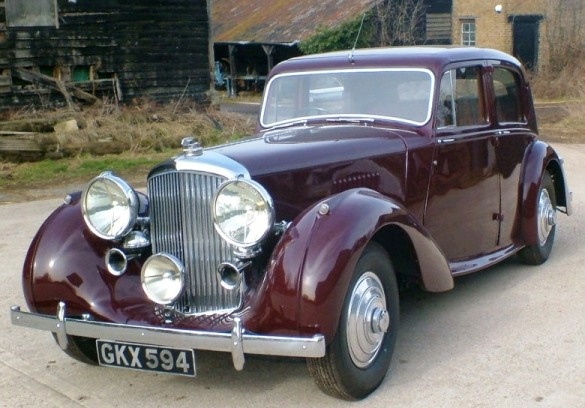
Bentley Mark V (1939)

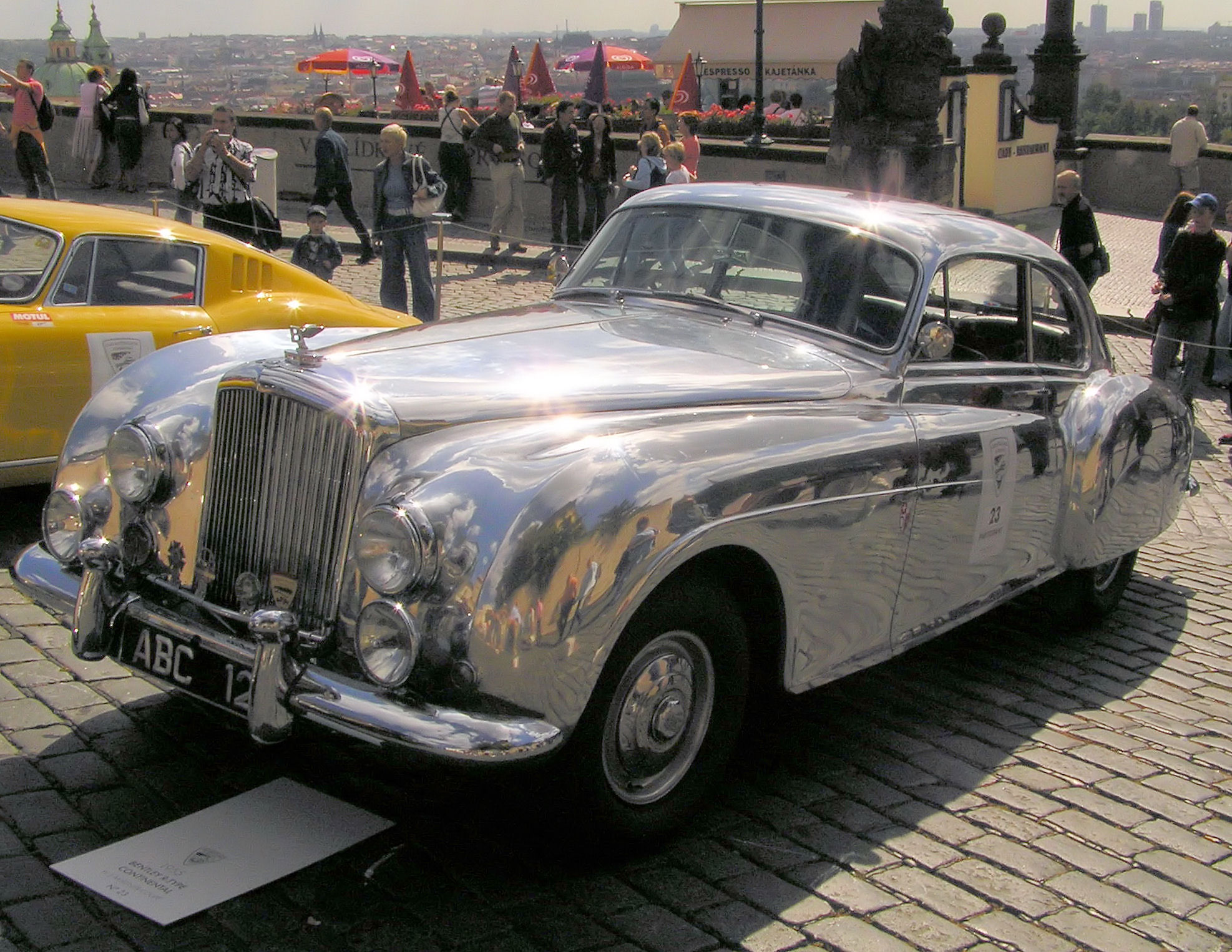
Bentley R Type Continental (1952)

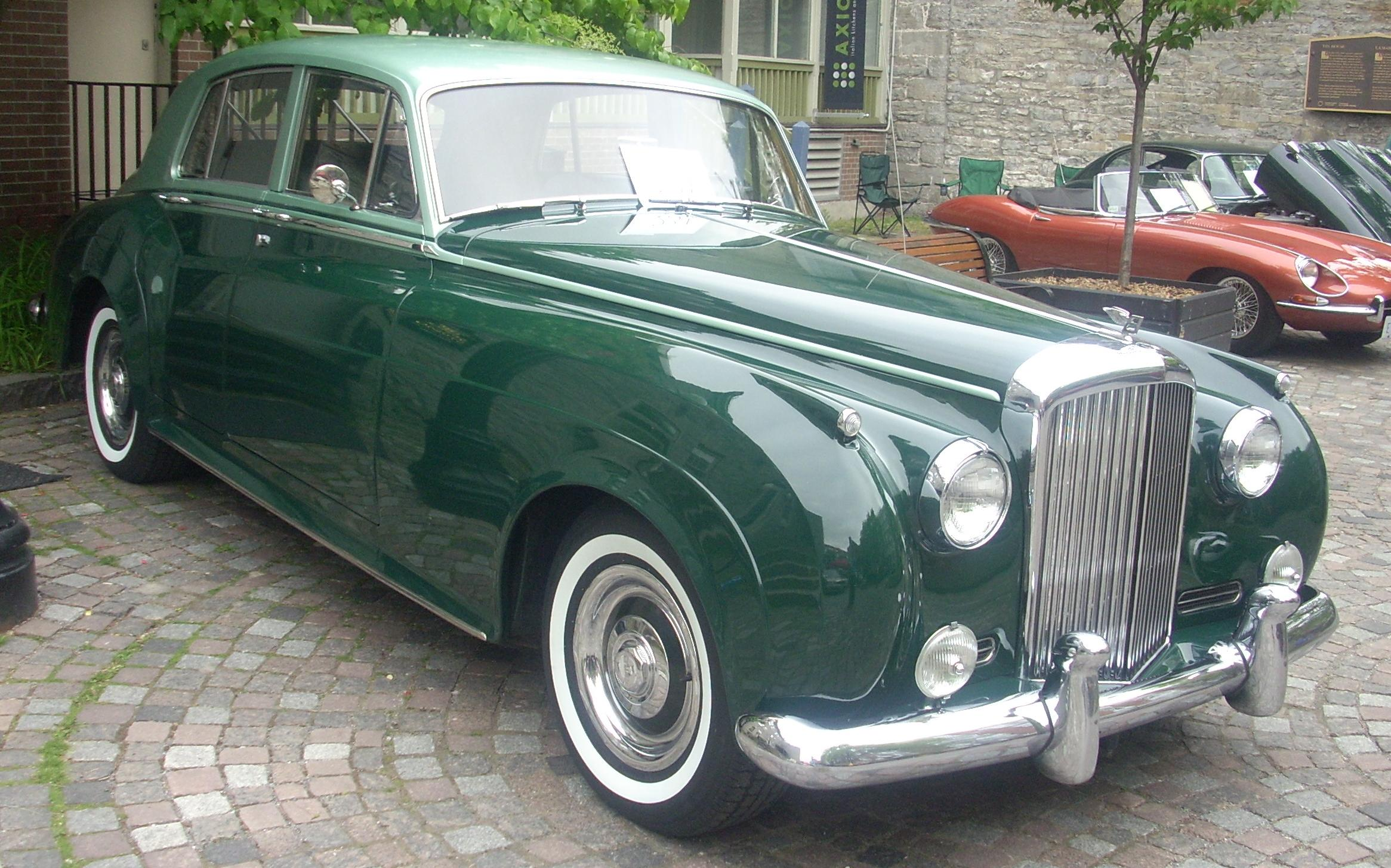
Bentley S1 (1955)

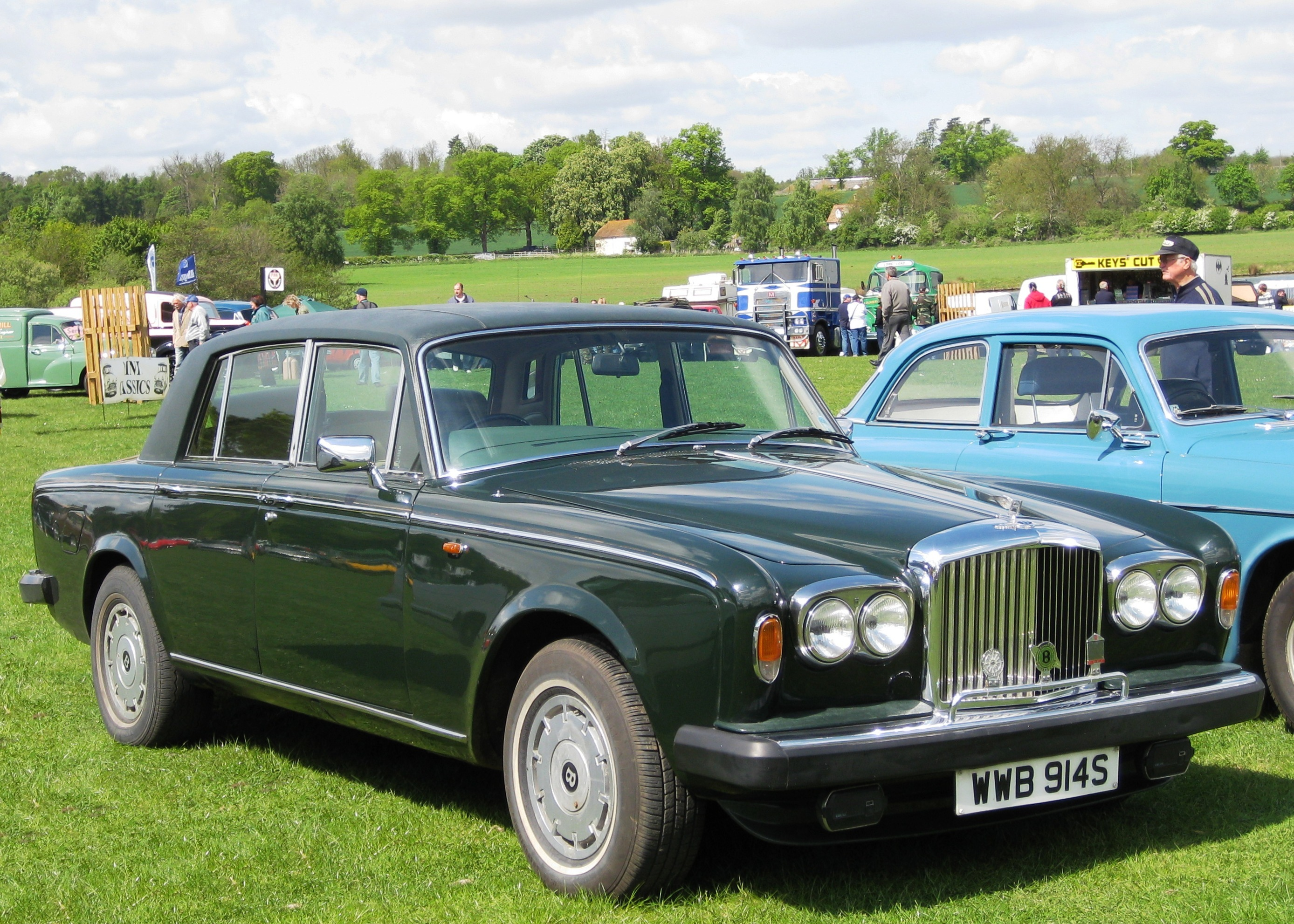
Bentley T1 (1965)

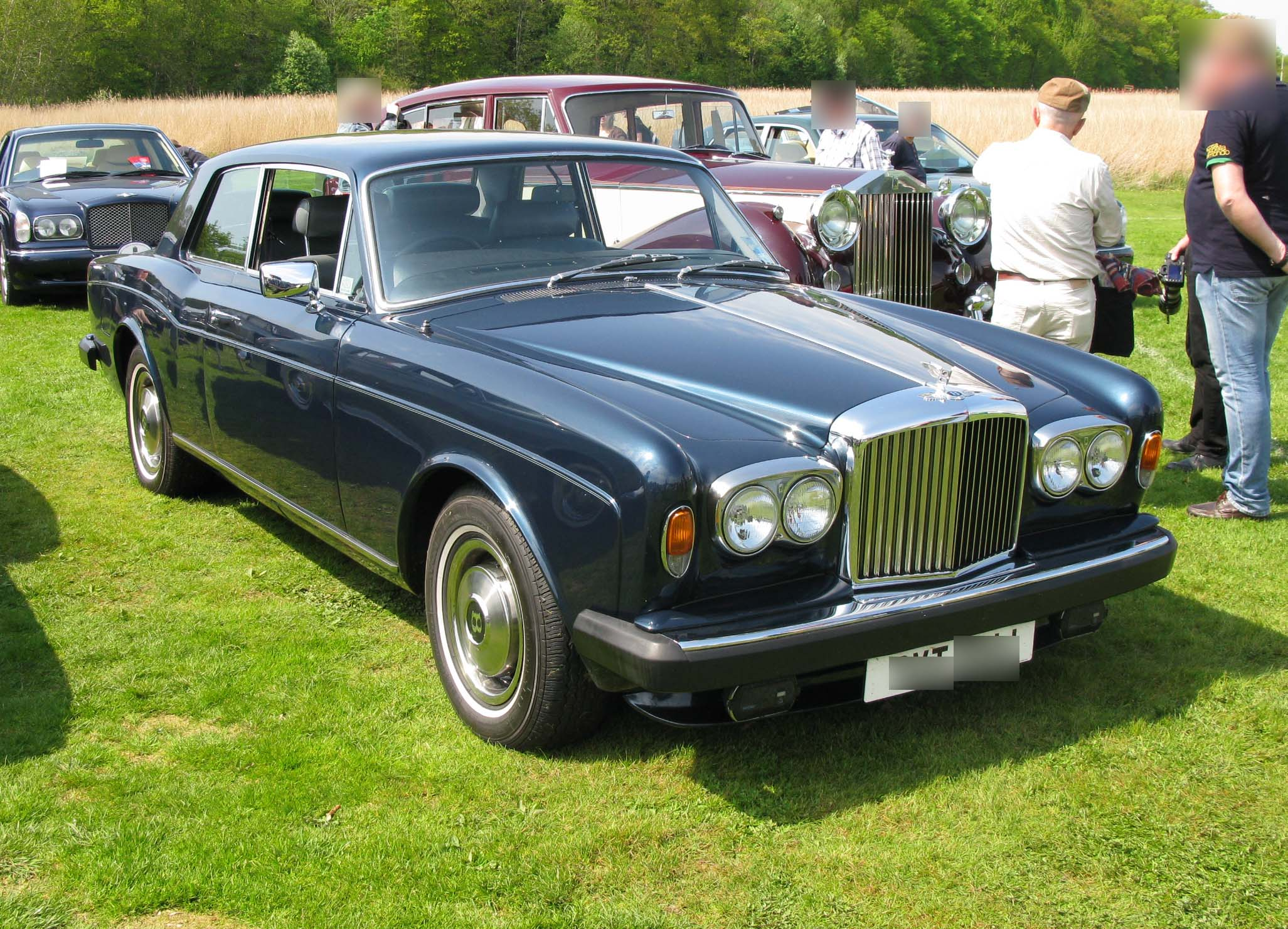
Bentley Corniche (1971)

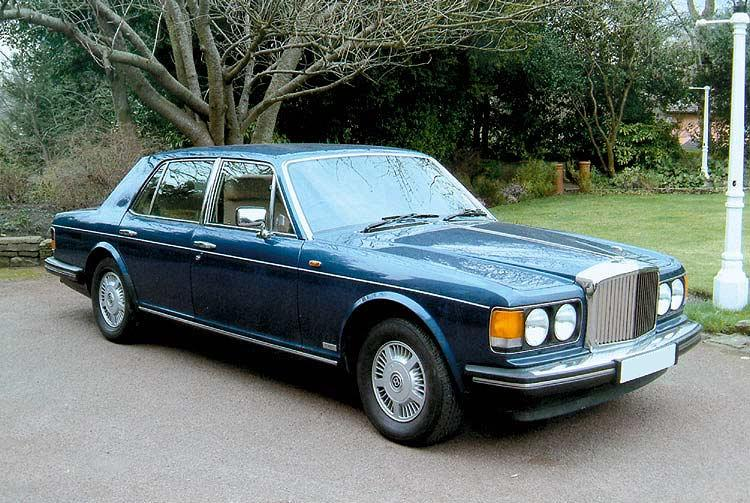
Bentley Mulsanne (1980)

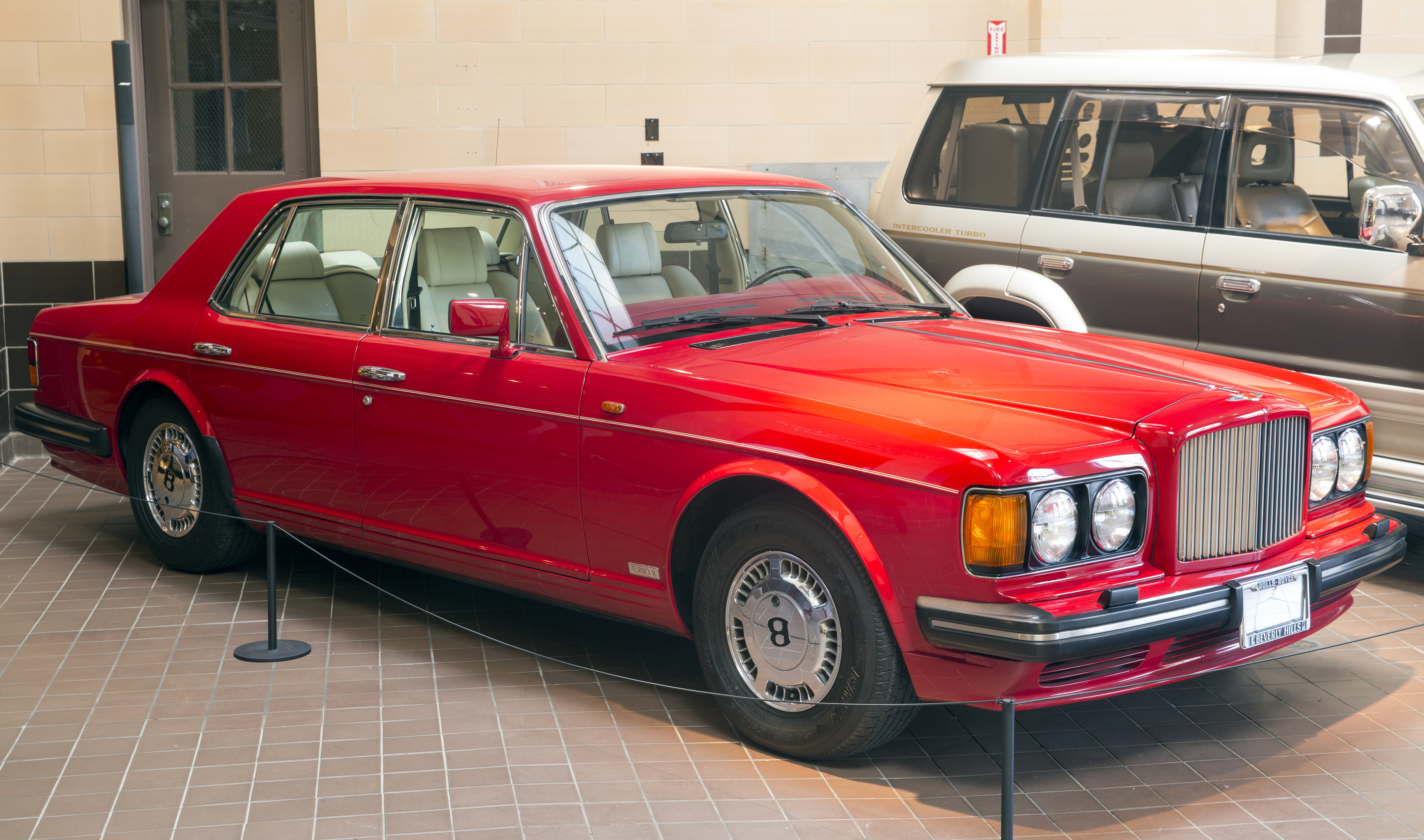
Bentley Turbo R (1985)

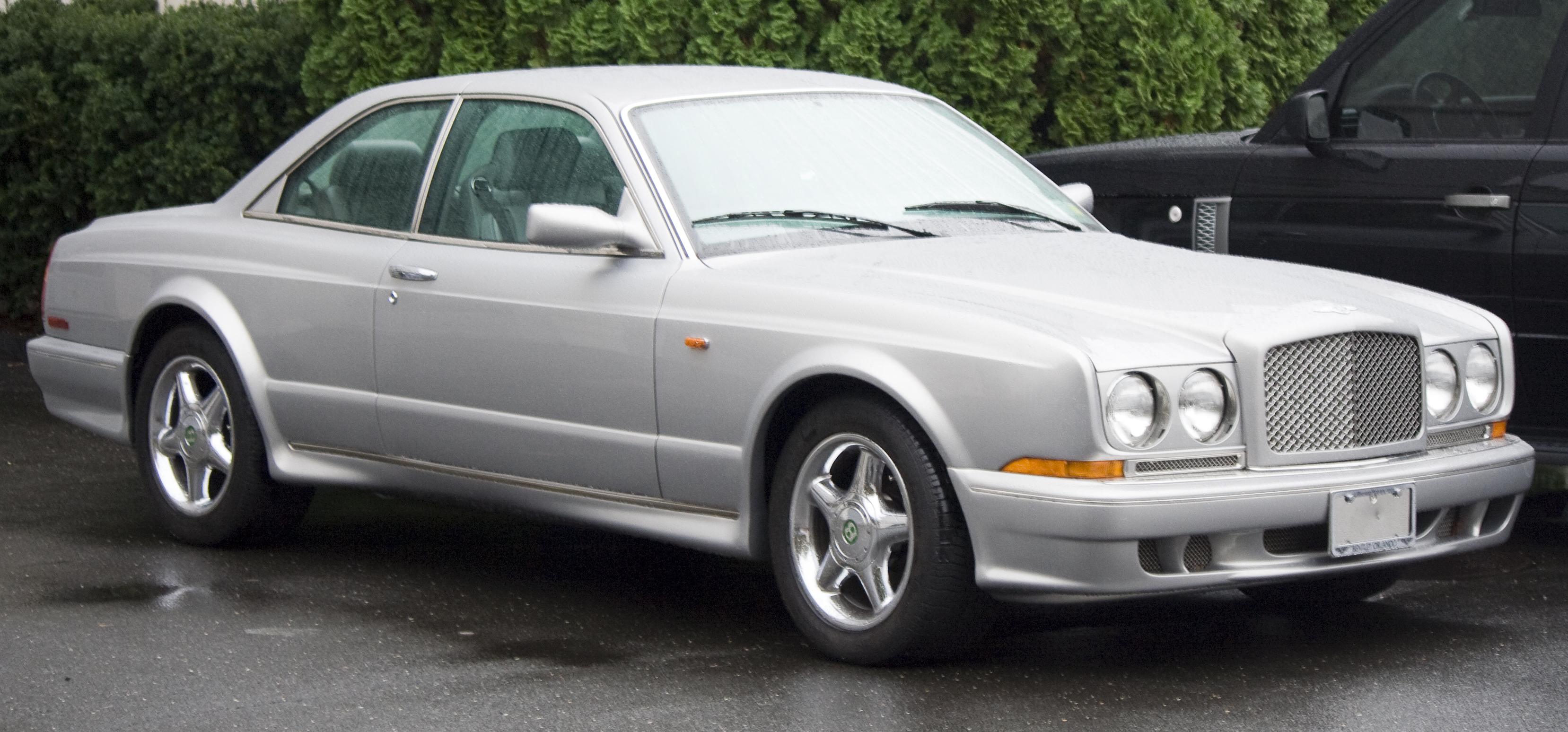
Bentley Continental R (1991)

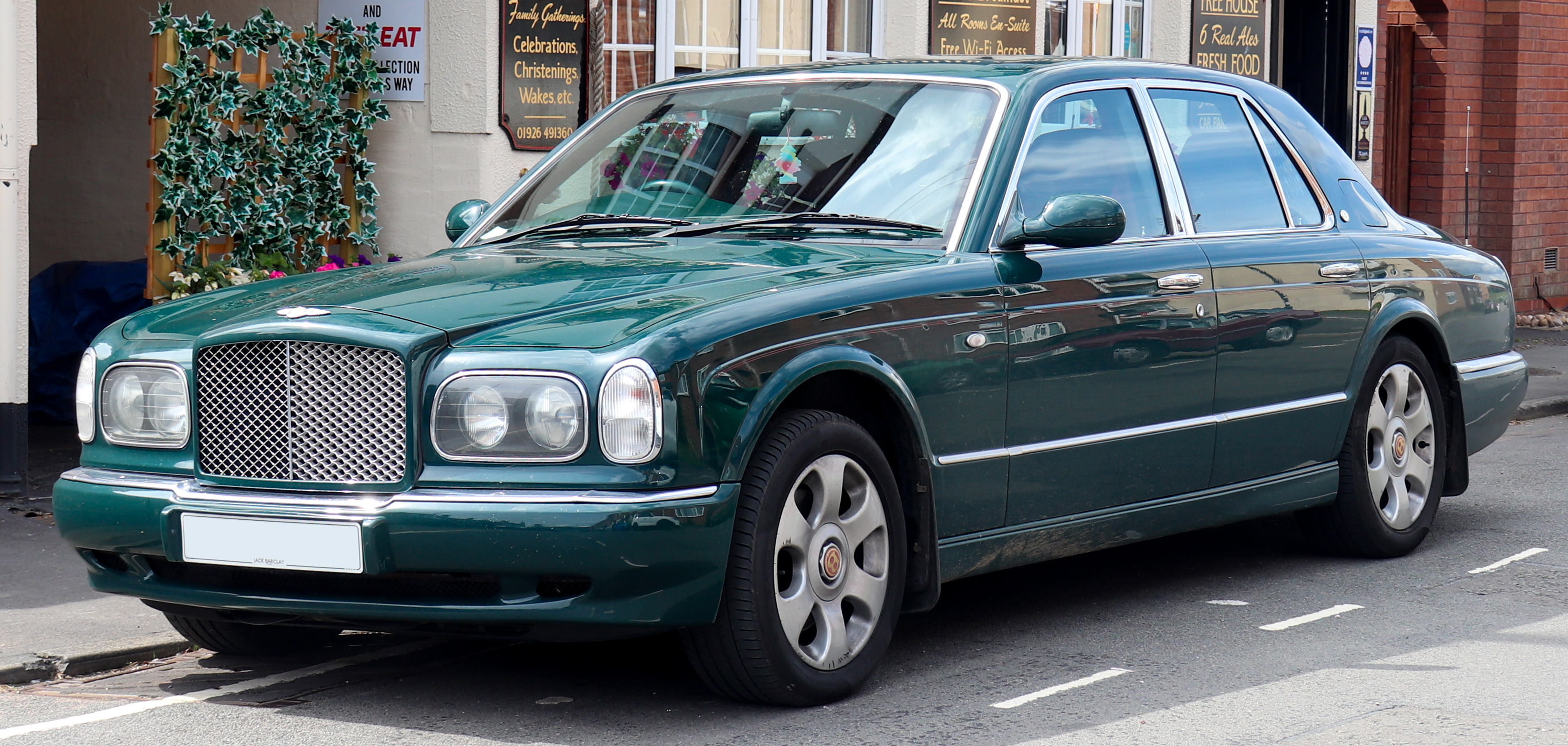
Bentley Arnage (1998)

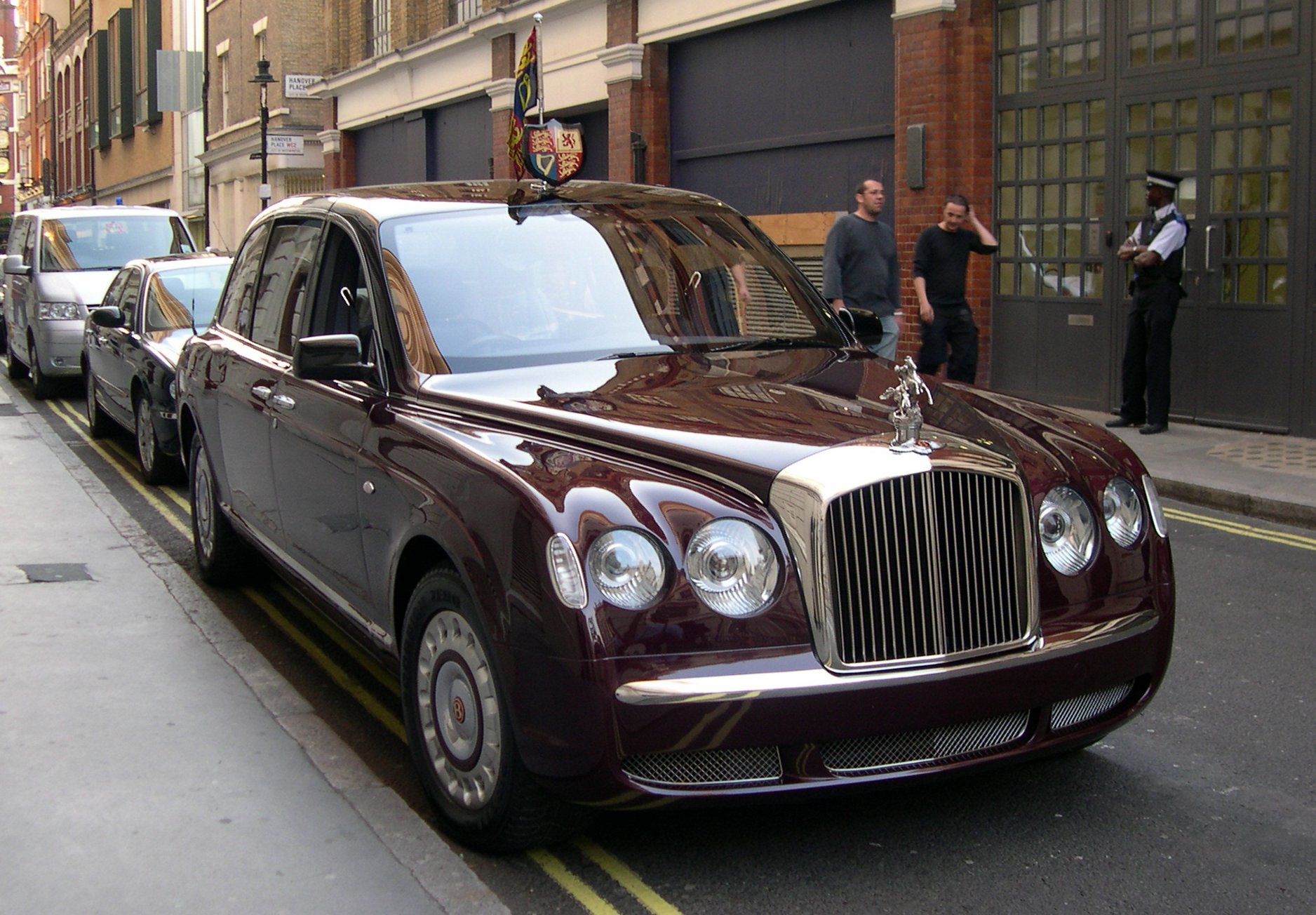
Bentley State Limousine (2002) królowej Elżbiety II

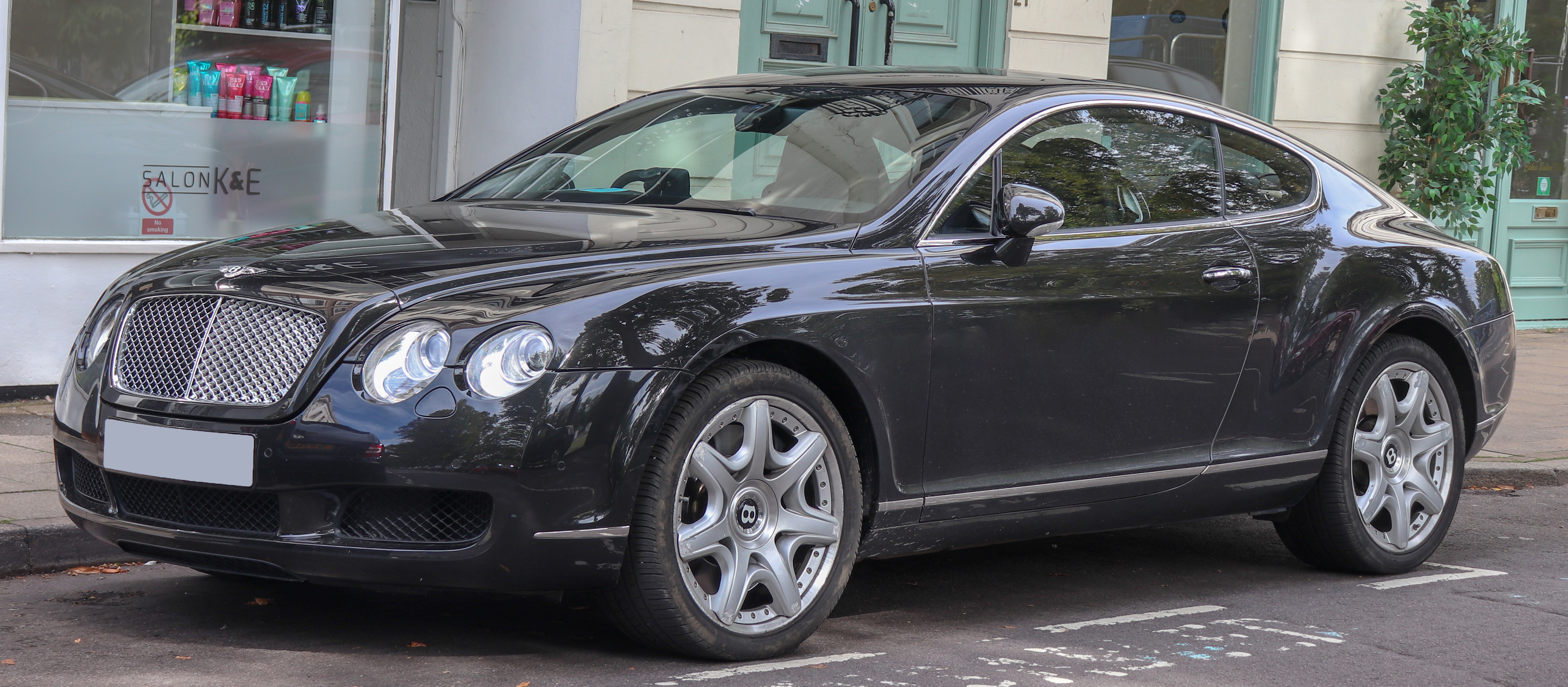
Bentley Continental GT (2003)

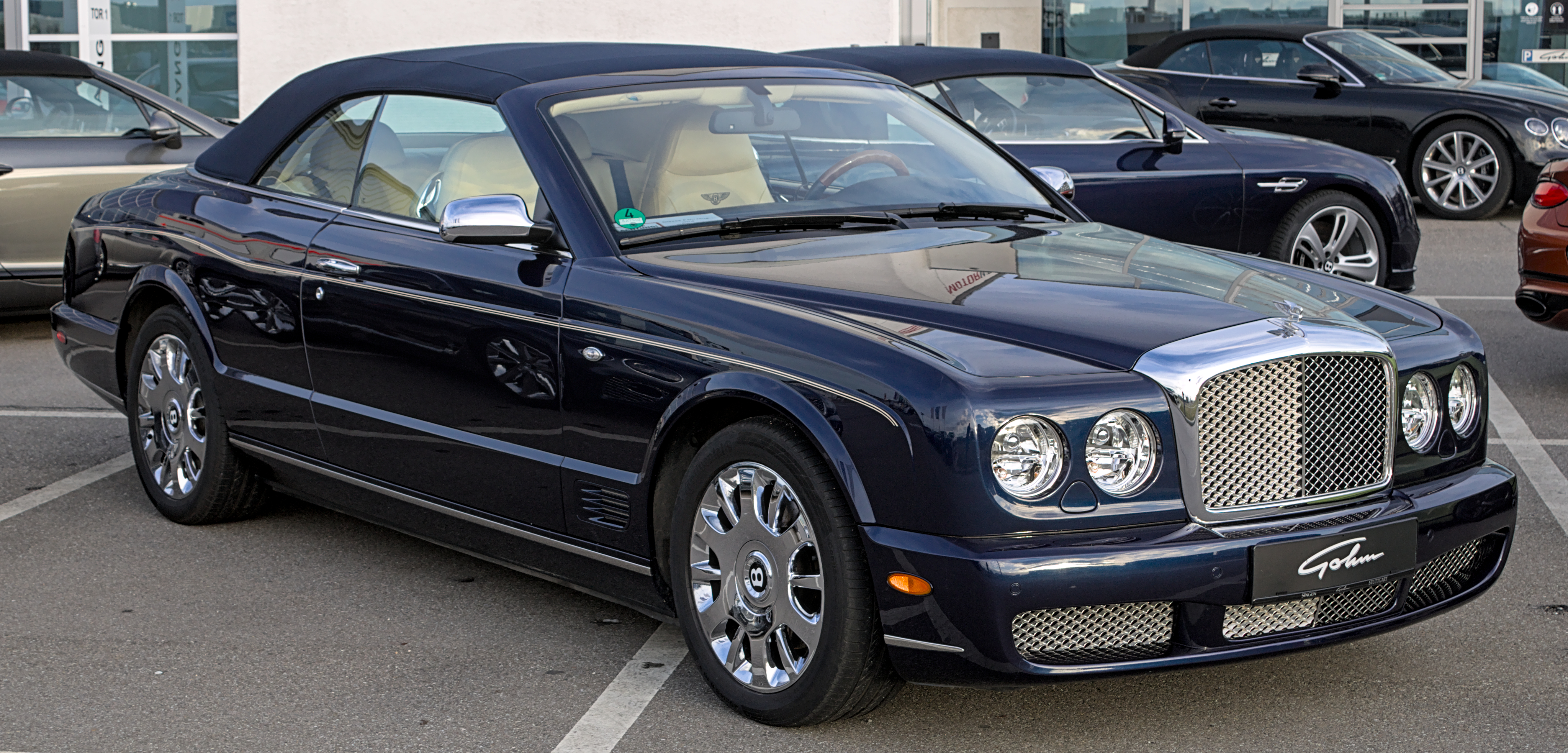
Bentley Azure (2006)

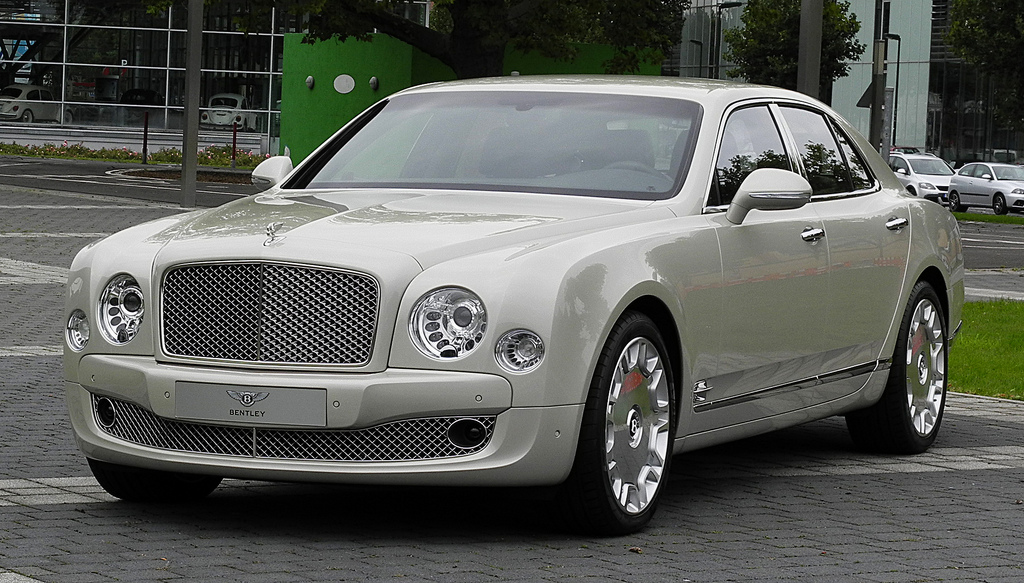
Bentley Mulsanne (2010)

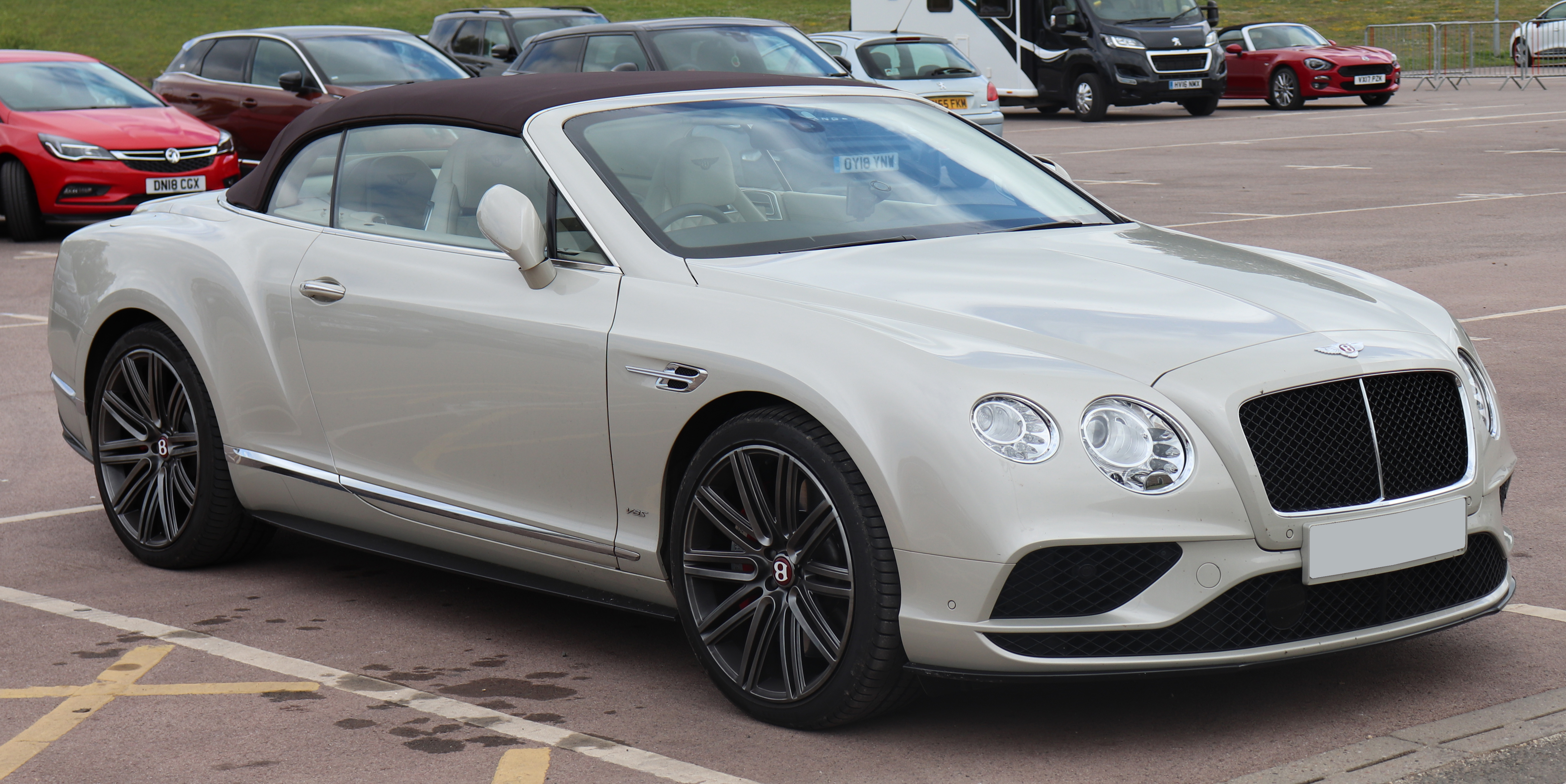
Bentley Continental GTZ (2012)

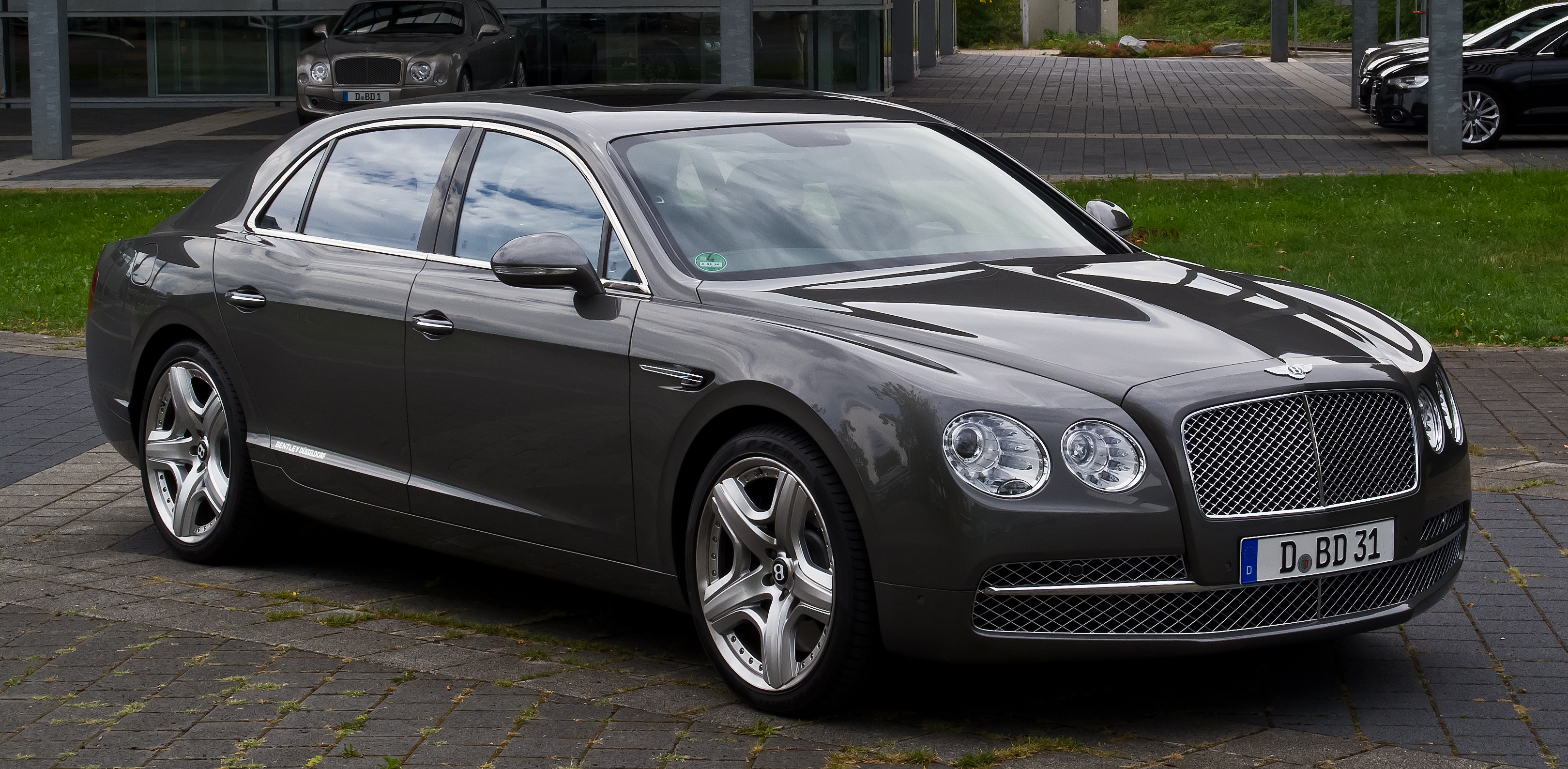
Bentley Flying Spur (2013)

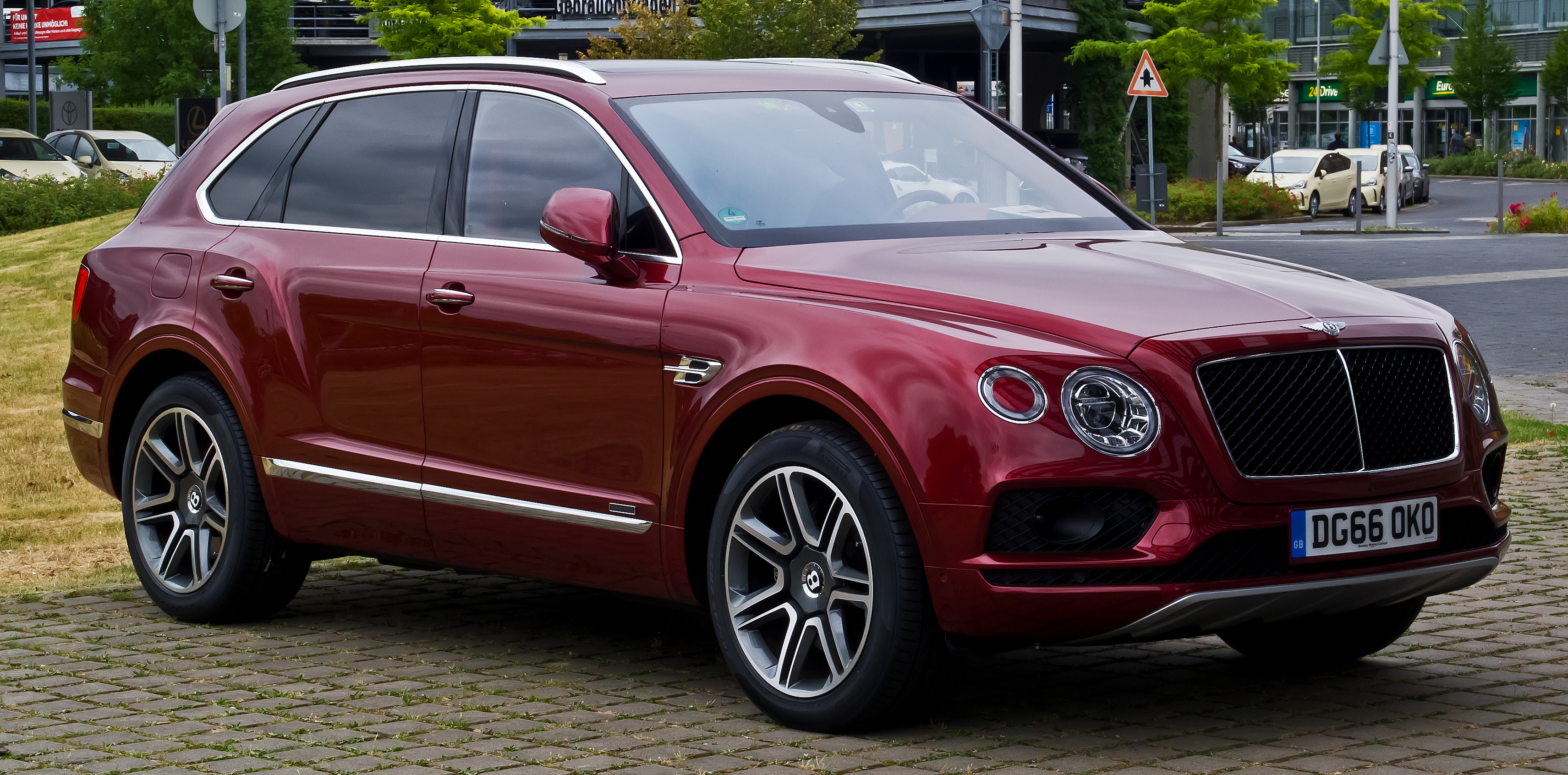
Bentley Bentayga (2015)

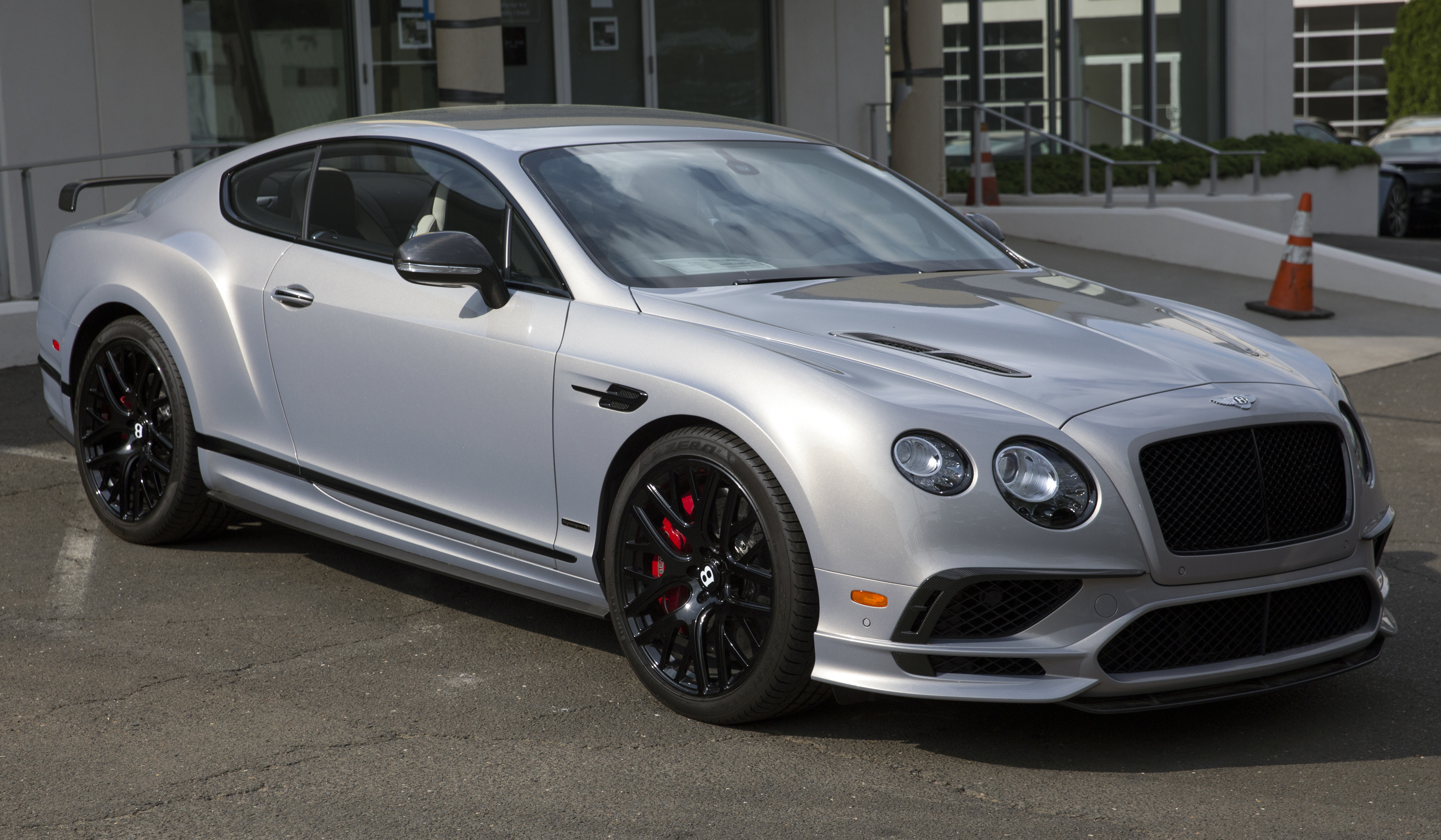
Bentley Continental Supersports (2017)

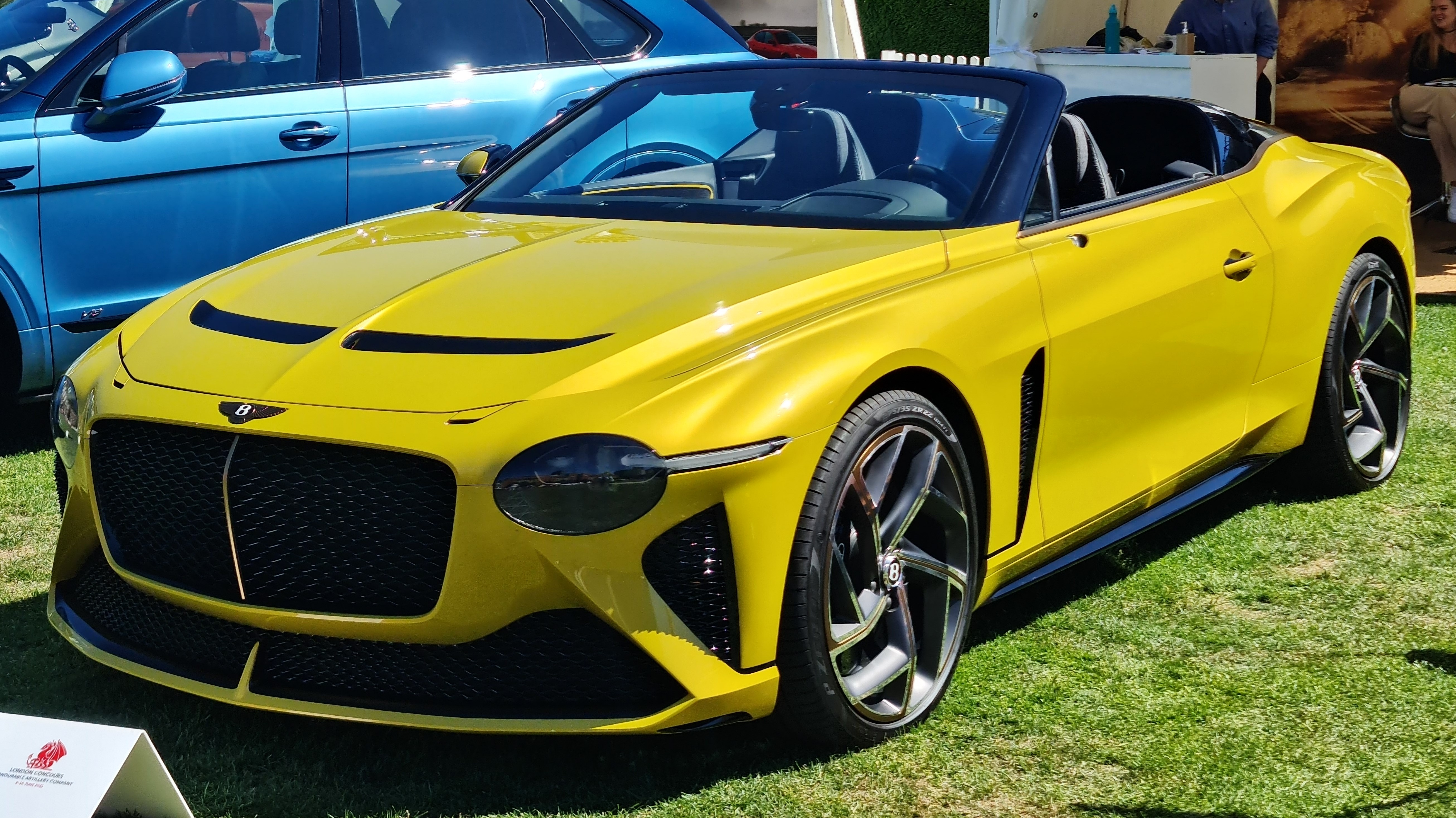
Bentley Mulliner Bacalar (2021)

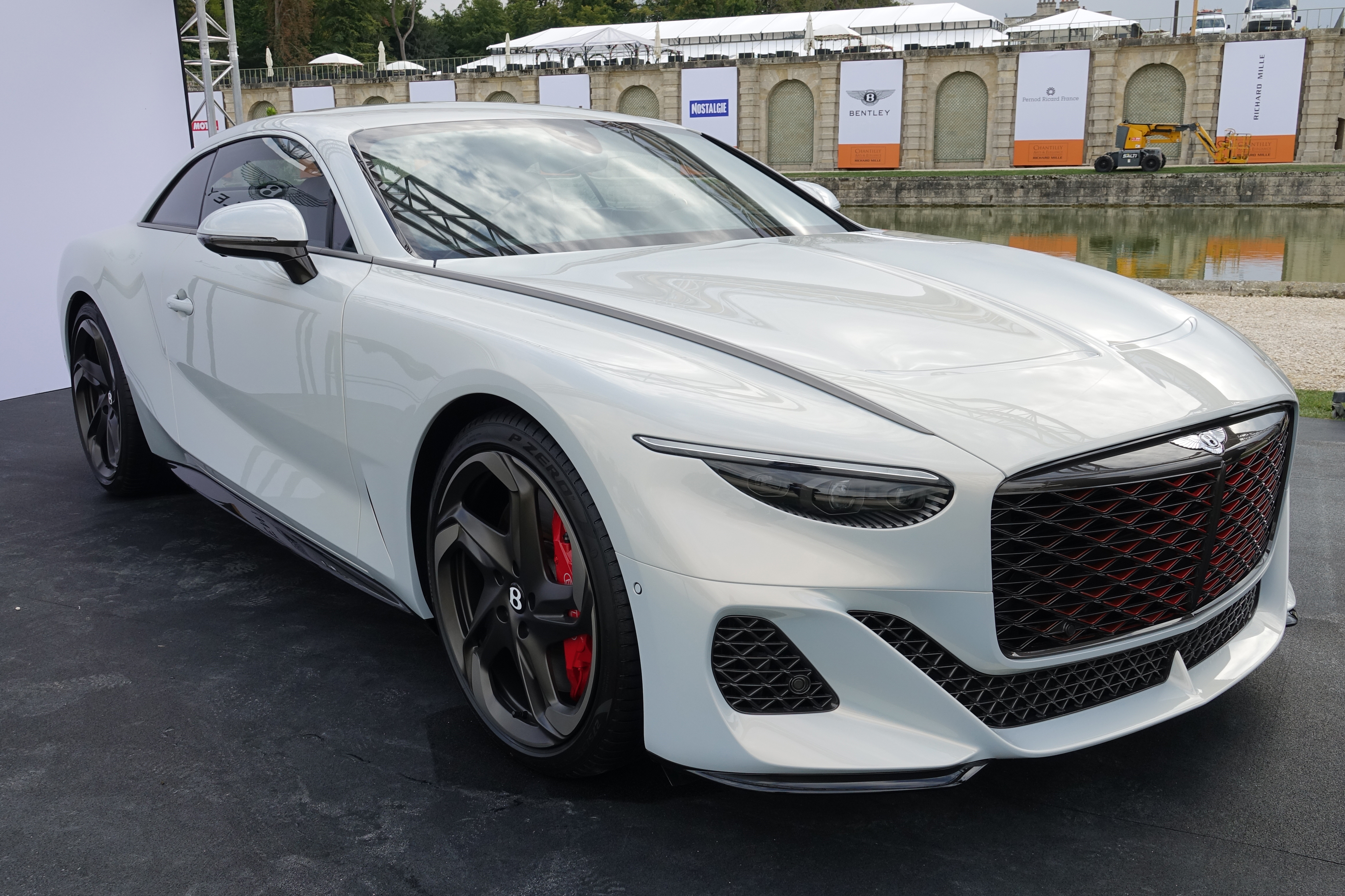
Bentley Mulliner Batur (2022)

Bentley Motors Limited – brytyjski producent samochodów luksusowych, sportowych i SUV-ów z siedzibą w Crewe, działający od 1919 roku. Należy do niemieckiego koncernu Volkswagen Group.

## Historia

### Początki
Przedsiębiorstwo Bentley założone zostało w 1919 roku, kiedy to Walter Owen Bentley założył warsztat przy Conduit Street w Londynie. Konstruktor wyznaczył sobie za cel stworzenie unikatowego wyścigowego samochodu o przełomowym jak na drugą dekadę XX wieku, trzylitrowym silniku. Od tego parametru powstała też nazwa pierwszej w historii konstrukcji brytyjskiej firmy Bentley 3 Litre, którego szerszej publiczności zaprezentowano w 1921 roku z produkcją rozpoczętą w fabryce w londyńskim Cricklewood. Pierwsze sukcesy sportowe z kolei samochód odniósł w 1924 i 1927 roku, gdy za pomocą bolidów Bentleya wygrano wyścigi w Le Mans. Już w początkowych latach działalności prestiżową pozycję Bentleya pozwoliło budować grono kupujących - wśród nabywców modelu 3 Litre znaleźli się bowiem m.in. przedstawiciele brytyjskiej rodziny królewskiej jak Książę Kentu Jerzy, Książę Walii Edward VIII oraz sam Król Jerzy VI. W drugiej połowy lat 20. ofertę rozbudowano o kolejne 2 zupełnie nowe modele, 4½ Litre i Speed Six, co nie pozwoliło jednak osiągnąć progu oczekiwanej zyskowności. Choć w czerwcu 1931 wielkość produkcji przekroczyła po 10 latach działalności 3000 samochodów, to Bentley musiał przerwać produkcję i miesiąc później ogłosić upadłość. 

### Rolls-Royce
Tuż po ogłoszeniu upadłości w 1931 roku, Bentley został uchroniony przed zniknięciem z rynku przez rodzimego Rolls-Royce’a. Ten przejął firmę, przeniósł jego produkcję do Derby w środkowej Anglii i rozpoczął trwający kolejne ponad 60 lat okres głębokiej współpracy. Walter Owen Bentley pozostał w firmie jedynie przez kolejne 4 lata, po czym opuścił autorski biznes i rozpoczął pracę dla Lagondy. W międzyczasie, w 1933 roku zaprezentowany został pierwszy Bentley skonstruowany za czasów przynależności do Rolls-Royce'a, 3½ Litre. Dalszy rozwój przerwał wybuch II wojny światowej w 1939 roku, podczas której Rolls-Royce zobowiązany był do skupienia się na wytwarzaniu silników lotniczych. Tuż po zakończeniu konfliktu zakłady produkcyjne Rolls-royce'a i Bentleya zostały przeniesione do Crewe, szybko wracając do produkcji zupełnie nowych modeli. Już w 1946 roku zadebiutował Mark VI, jeszcze ściślej spokrewniony z techniką Rolls-Royce'a. Był to zarazem pierwszy samochód Bentleya w historii, który przeznaczony został do sprzedaży także na rynku kontynentalnej Europy, z kierownicą po lewej stronie.
W 1952 roku zaprezentowany został przełomowy model R Type, który zapoczątkował pozycjonowanie Bentleya jako marki oferującej bardziej sportowe wariacje na temat luksusowych i reprezentacyjnych konstrukcji macierzystego Rolls-Royce'a. Na bazie luksusowej limuzyny opracowano bowiem dwudrzwiowe R Type Continental, które z prędkością maksymalną przekraczającą pułap 200 km/h było wówczas najszybszym czteromiejscowym coupe na rynku. W 1965 roku zadebiutował ważny model T-series. Ten dzięki samonośnemu nadwoziu wykonanemu z aluminium i stali był o 68 kg lżejszy od poprzednika. zastosował nowatorskie rozwiązania technologiczne jak m.in. zawieszenie i układ hamulcowy oparty na patencie Citroëna. Na bazie T-series powstały także modele Corniche i Camargue, które tworzyły ofertę Bentleya przez kolejne 20 lat aż do drugiej połowy lat 80. XX wieku.

### Vickers
Kłopoty finansowe macierzystego Rolls-Royce'a podczas rozwoju kosztownego projektu silnika lotniczego RB211 doprowadziły do dużych zmian w strukturze firmy. W 1973 roku została ona podzielona na dwie części: Rolls-Royce plc koncentrującą się na przemyśle lotniczym oraz Rolls-Royce Motors wytwarzającą samochody. Pod tę drugą dywizję podlegał odtąd przez kolejne 7 lat Bentley, krótko trwając jednak jako niezależny podmiot finansowy. Oba motoryzacyjne przedsiębiorstwa w sierpniu 1980 przejęło brytyjskie konsorcjum Vickers.
Pierwszym modelem przedstawionym za nowego właściciela było ukończone jeszcze w tym samym roku Mulsanne, które stanowiło nową generację konstrukcji Bentleya stosowanych przez kolejne 18 lat. To na tym modelu oparto także zaprezentowane w 1984 roku Eight i Turbo R rok później. Ewolucyjną i jedynie nieznacznie zmodyfikowaną wizualnie kolejną generacją tej rodziny modelowej były modele zaprezentowane na początku lat 90.: luksusowo-sportowy Continental R, limuzyna Brooklands i kabriolet Azure. Konstrukcje te były zarazem ostatnimi masowo produkowanymi, które powstały za czasów przynależności do koncernu Vickers.

### Sułtan Brunei
Ważną rolę w dziejach Bentleya na przełomie lat 80. i 90. odegrał sułtan księstwa Brunei, Hassanal Bolkiah, który zasłynął pod koniec XX wieku z wypracowanego na handlu ropą dużego majątku. Wydawał go wówczas m.in. na kilkutysięczną kolekcję unikatowych samochodów, z których wiele było konstrukcjami niepowtarzalnymi, opracowanymi specjalnie na zlecenie monarchy. Oprócz Ferrari i Aston Martina, jednym z liderów w budowaniu specjalnych samochodów na zamówienie Hassanala Bolkiah był właśnie Bentley - między 1989 a 1997 rokiem skonstruowano łącznie kilkanaście różnych modeli. Część z nich, jak Camelot czy Spectre, były jedynie nieznacznie modyfikowanmymi pochodnymi oferowanych wówczas modeli jak m.in. Continental R. Inne wyróżniały się całkowicie unikalnym projektem nadwozia, często znacznie odbiegającym od klasycznej, zachowawczej estetyki Bentleya, jak np. Grand Prix, Buccaneer, Highlander i Java. 
Brytyjska firma z inspiracji sułtana Brunei odeszła też w swoich realizacjach od dotychczasowego przywiązania wyłącznie do nadwozi typu limuzyna, coupé i kabriolet. W 1996 roku powstał model Pegasus, gdzie jeden z trzech egzemplarzy był 5-drzwiowym kombi. W tym samym roku Bentley dostarczył do monarchy Brunei także dużego SUV-a o nazwie Dominator, który wbrew późniejszym przeświadczeniu był pierwszym w historii firmy samochodem tego typu, a nie przedstawiona 20 lat później Bentayga.
Trwająca niespełna dekadę głęboka współpraca Bentleya z sułtanem Brunei przyniosła brytyjskiej firmie duże zyski w obliczu niewystarczającej sprzedaży regularnych, seryjnie produkowanych modeli. Monarcha razem ze swoim bratem Jefrim zainwestował w unikatowe modele kwoty przekraczające 1 miliard dolarów.

### Volkswagen
W 1997 roku Vickers podjął decyzję o wycofaniu się z branży motoryzacyjnej, wystawiając Rolls-Royce'a i Bentleya na sprzedaż. Pierwotnie, nabywcą miało prawdopodobnie zostać niemieckie BMW, które wówczas prowadziło z firmami już kompleksową współpracę w obszarze dostarczania układów napędowych. Bawarska firma złożyła ofertę kupna na 340 milionów funtów, która nagle została przebita jednak przez rodzime Volkswagen Group. Ostatecznie, to właśnie ten koncern za kwotę 430 milionów funtów przejął Rolls-Royce'a i Bentleya, co nie rozstrzygnęło jednak kwestii praw do znaków towarowych. Te leżały bowiem po stronie BMW, które przejęło ostatecznie lotniczą dywizję Rolls-Royce Holdings. Niemieckie koncerny porozumiały się w ten sposób, że dokonają równego podziału - Rolls-Royce stał się wówczas wyłączną własnością BMW wraz z prawami do fabryki i marki, a Bentley wszedł w skład koncernu Volkswagena wraz z pełnią praw do technologii, znaków handlowych i fabryki w Crewe. W ten sposób, firmy po 67 latach przestały być ze sobą spokrewnione i po raz pierwszy od lat 30. znowu stały się niezależną konkurencją.
Przejęcie Bentleya przez Volkswagena przypadło na rozrost portfolio niemieckiego koncernu, który pod zarządem Ferdinanda Piëcha przejął z końcem lat 90. jeszcze inne dwie europejskie firmy produkujące słynne, drogie i rzadkie samochody: Lamborghini i Bugatti. Volkswagen Group od razu przystąpił do zainwestowania w intensywny rozwój wszystkich firm, chcąc otworzyć je nowe rynki zbytu i zupełnie nowe konstrukcje. Na początku XXI wieku Bentley uzyskał 750 milionów euro finansowania. Pierwszym całkowicie nowy, współczesnym modelem Bentleya opracowanym za czasów przynależności do Volkswagena zostało luksusowo-sportowe coupe Continental GT przedstawione w 2003 roku.
Oficjalna sprzedaż samochodów marki Bentley rozpoczęła się w Polsce relatywnie późno, bo w 2007 roku. Wydarzenie to zbiegło się z odnotowaniem rekordowej sprzedaży Bentleya, który po przejęciu po Volkswagena systematycznie zwiększał liczbę nabywców na świecie - przekraczając wówczas pułap 10 tysięcy samochodów. 4 lata później, w marcu 2011 roku, brytyjska firma otworzyła swój pierwszy autoryzowany salon sprzedaży, na którego lokalizację wybrano stołeczną Warszawę. 
Druga dekada XXI wieku przyniosła dalszy rozwój oferty modelowej, która została silnie zdywersyfikowana. W 2012 roku przedstawiono przełomowy prototyp Bentley EXP 9 F, który stanowił zapowiedź pierwszego w historii firmy masowo produkowanego luksusowego SUV-a. Studium, po uwzględnieniu uwag wobec kontrowersyjnej stylizacji, trafiło do seryjnej produkcji po 4 latach. W 2016 roku zadebiutował w efekcie model Bentayga. W 2020 roku brytyjska firma pobiła kolejny rekord sprzedaży, sprzedając na całym świecie 11 206 samochodów. Nie uchroniło to jednak od krytycznego stosunku zarządu Volkswagen Group, który rok wcześniej, w styczniu 2019 roku, postawił wobec firmy ultimatum. W ciągu 2 lata miała ona wypracować zysk w obliczu braku zadowalających wyników finansowych dla głównych akcjonariuszy, które były wówczas najgorsze w całym niemieckim koncernie.
W listopadzie 2020 Bentley ogłosił, że w ciągu dekady z 2030 rokiem stanie się firmą produkującą wyłącznie samochody elektryczne. Stawisko to poprzedziła prezentacja awangardowego prototypu Bentley EXP 100 GT zwiastującego premierę pierwszego seryjnego samochodu brytyjskiej firmy o czysto elektrycznym napędzie. 2021 i 2022 rok przyniósł z kolei premierę pierwszych we współczesnej historii Bentleya małoseryjnych samochodów specjalnych: kabrioletu Mulliner Bacalar zbudowanego w 12 sztuakch i coupé Mulliner Batur wyprodukowanego w 18 egzemplarzach.

## Modele samochodów

### Obecnie produkowane

#### Samochody osobowe
- Flying Spur

#### Samochody sportowe
- Continental GT
- Continental GTC

#### SUV-y
- Bentayga

#### Limitowane
- Mulliner Bacalar
- Mulliner Batur

### Historyczne
- 3 Litre (1921–1929)
- 4½ Litre (1926–1930)
- Speed Six (1926–1930)
- 8 Litre (1930–1931)
- 4 Litre (1931)
- 3½ Litre (1933–1939)
- Mark V (1939–1941)
- Mark VI Cresta (1948)
- Mark VI Cresta II (1951)
- Mark VI (1946–1952)
- R Type (1952–1955)
- R Type Continental (1952–1955)
- S1 (1955–1959)
- S1 Continental (1955–1959)
- S2 (1959–1962)
- S2 Continental (1959–1962)
- S3 (1962–1965)
- S3 Continental (1962–1965)
- T1 (1965–1977)
- T2 (1977–1980)
- Corniche (1971–1984)
- Camargue (1985)
- Empress II (1991)
- Mulsanne (1980–1992)
- Eight (1984–1992)
- Val d'Isere (1989–1992)
- Grand Prix (1994)
- Continental (1984–1995)
- Silversone (1994–1995)
- Camelot (1994–1995)
- B3 (1994–1995)
- Monte Carlo (1995)
- Imperial (1995)
- Java (1994–1996)
- B2 (1994–1996)
- Phoenix (1995–1996)
- Spectre (1995–1996)
- Buccaneer (1996)
- Pegasus (1996)
- Rapier (1996)
- Dominator (1996)
- Sports Estate (1993–1997)
- Highlander (1996–1997)
- Turbo R (1985–1997)
- Brooklands (1992–1998)
- Turbo RT (1997–1999)
- Continental SC (1999–2000)
- State Limousine (2002)
- Continental T (1996–2002)
- Continental R (1991–2003)
- Azure (1995–2003)
- Continental GTZ (2008)
- Arnage (1998–2009)
- Azure (2006–2009)
- Continental Flying Star (2010)
- Brooklands (2008–2011)
- Mulsanne (2009–2020)

## Modele koncepcyjne
- Bentley Corniche (1939)
- Bentley T1 Coupé Speciale (1968)
- Bentley Java (1994)
- Bentley Hunaudières (1999)

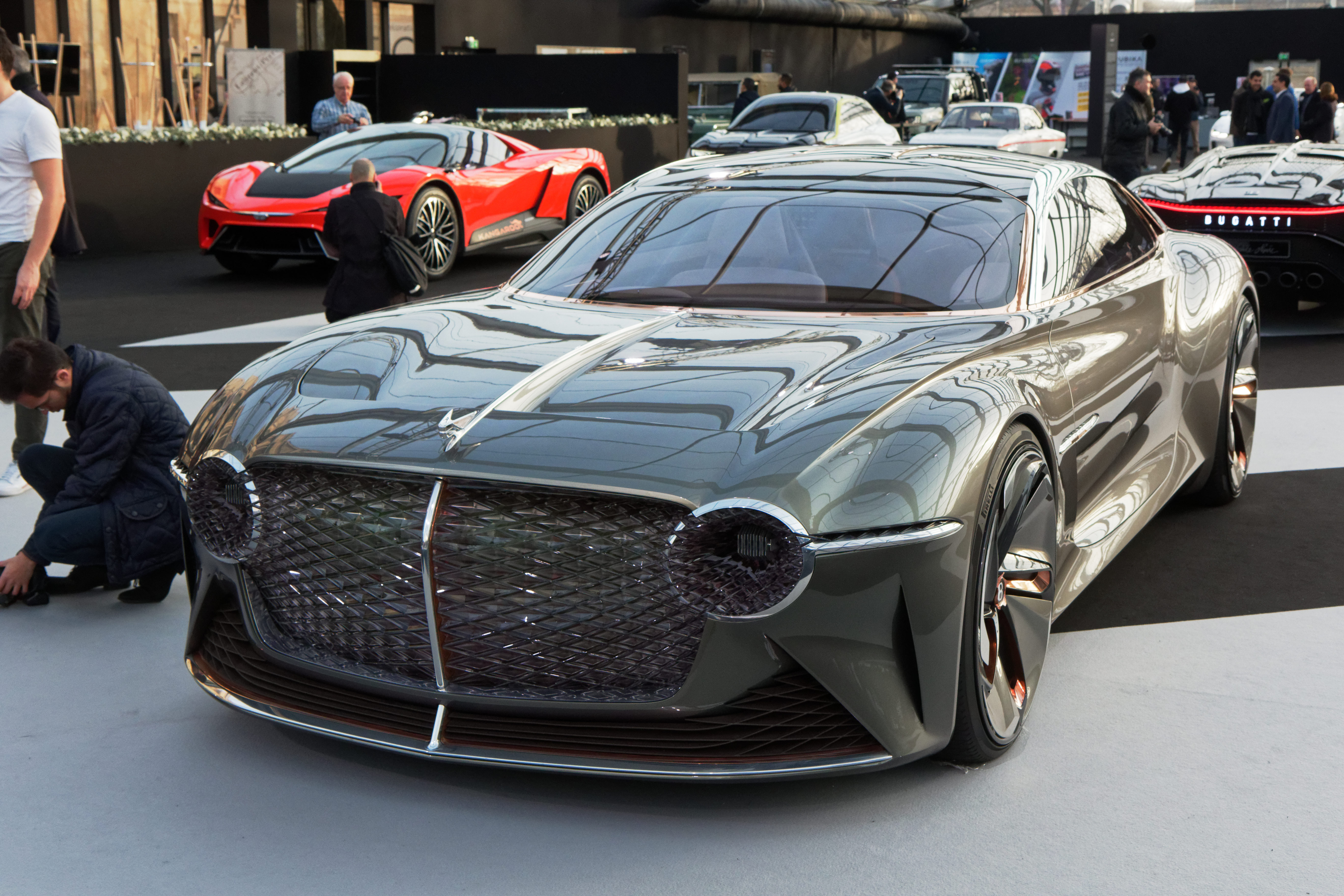
Bentley EXP 100 GT

- Bentley Arnage Drophead Coupé (2005)
- Bentley EXP 9 F (2012)
- Bentley Grand Convertible (2014)
- Bentley EXP 10 Speed 6 (2015)
- Bentley EXP 12 Speed 6e (2017)
- Bentley EXP 100 GT (2019)